# Нетен Зангмо
Нетен Зангмо — государственный чиновник и политик Бутана. Она возглавляла Комиссию по борьбе с коррупцией Бутана и была первой женщиной в стране, удостоенной титула Дашо за свою работу. С 29 мая 2017 года по 2020 год возглавляла политическую партию Bhutan Kuen-Nyam Party.

## Биография
Она родилась 23 сентября 1961 г. в Бумтанге и получила образование в государственной школе Шерубце в Трашиганге.

## Карьера
Она начала работать в штате Бутан в 1985 году в качестве стажера национальной службы, а затем продвинулась по служебной лестнице в Министерстве образования. С 1986 по 1989 год она занимала должность заместителя директора Королевского политехнического института Бутана; с 1990 по 1992 год была директором этого учреждения. 19 октября 1990 года перешла в Королевский технический институт, где была директором до 1995 года. Она стала директором Комиссии по планированию в 1996 году и занимала этот пост до 1999 года. С 1999 по 2003 год работала в секретариате кабинета министров. С 2003 по 2006 год — секретарь Министерства иностранных дел. 4 января 2006 года король Джигме Сингье Вангчук назначил её председателем Комиссии по борьбе с коррупцией.
В качестве главы Комиссии по борьбе с коррупцией она развернула ожесточенную антикоррупционную кампанию, возбудив дела против многих известных людей. В стране, где коррупция не носила клеймо, она одновременно работала над повышением осведомленности общественности. При этом она сталкивалась с угрозами и оскорблениями. Однако король Бутана Джигме Кхесар Намгьел Вангчук поддержал её и даровал ей титул Дашо, сделав её первой женщиной, получившей этот титул.
В источниках она была названа «Железной леди Бутана», «легендарной» и «самой важной женщиной в стране».

## Награды
- Королевский орден Бутана[1].